# ليندا كونولي
ليندا كونولي (بالإنجليزية: Linda Connolly)‏ هي متزلجة فنية بريطانية، ولدت في 30 أبريل 1952.

## وصلات خارجية
- ليندا كونولي على موقع أوليمبيديا (الإنجليزية)